# Krasnivka, Kirovske
Krasnivka (în ucraineană Краснівка) este un sat în comuna Sînîțîne din raionul Kirovske, Republica Autonomă Crimeea, Ucraina.

## Demografie
Componența lingvistică a localității Krasnivka
     Rusă (51,34%)
     Tătară crimeeană (31,03%)
     Ucraineană (13,79%)
     Belarusă (1,15%)
     Alte limbi (0,38%)
Conform recensământului din 2001, majoritatea populației localității Krasnivka era vorbitoare de rusă (51,34%), existând în minoritate și vorbitori de tătară crimeeană (31,03%), ucraineană (13,79%) și belarusă (1,15%).